# Nephodia latifascia
Nephodia latifascia är en fjärilsart som beskrevs av Paul Dognin 1911. Nephodia latifascia ingår i släktet Nephodia och familjen mätare. Inga underarter finns listade i Catalogue of Life.